# Dalvík
Dalvík is een klein vissersstadje aan de westoever van Eyjafjörður in het noorden van IJsland. De gemeente Dalvíkurbyggð is ontstaan in 1998 door het samenbrengen van het stadje Dalvík en de landelijke gemeenten Svarfaðardalur en Árskógur. Het logo van de gemeente Dalvíkurbyggð toont drie bergen die de drie plaatsjes voorstellen waaruit het is samengesteld. Er wonen nog geen 1400 mensen in Dalvík en de lokale economie draait vooral om de visserij en handel. Er is een veerboot die vanuit Dalvík naar Grímsey vaart, een eilandje in de Noordelijke IJszee waar de poolcirkel overheen loopt.

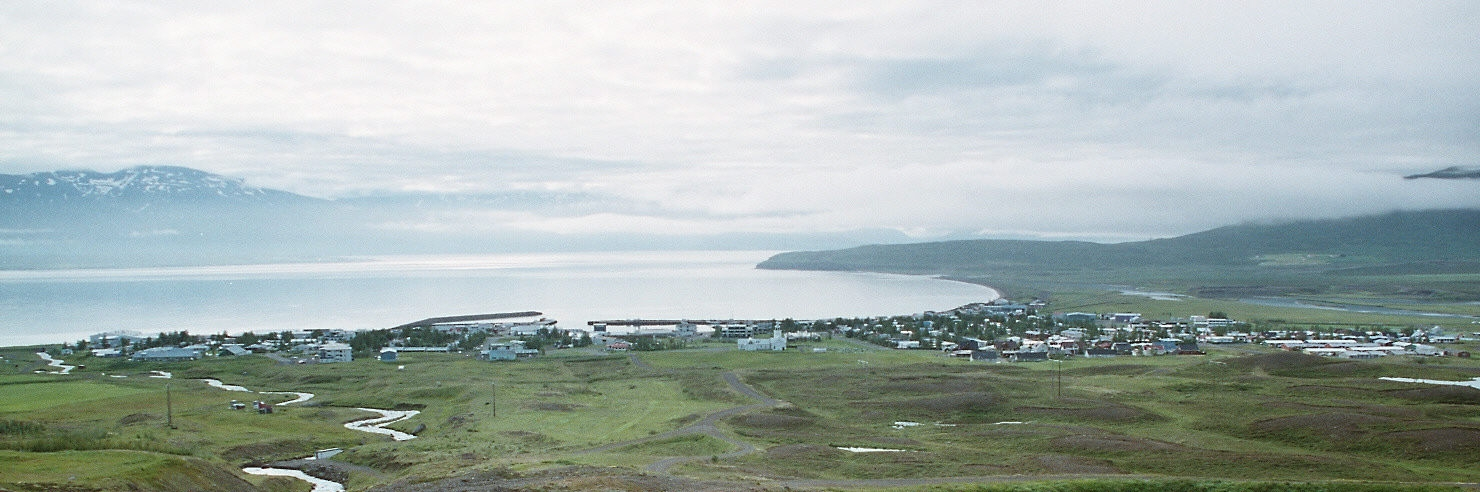
Dalvík, 2005

In het volksmuseum van Dalvík is een van de ruimten gereserveerd voor Jóhann K. Pétursson (ook Jóhann de Reus genoemd), geboren in 1913 in Akureyri. Hij was met zijn lengte van 234 cm en een gewicht van 163 kg ooit de langste man van de wereld. Hij begon te werken als zeeman, maar trad vanaf de jaren dertig in Europa en Noord-Amerika in het circus op. Hij is 1984 in Dalvík overleden en ligt in het langste graf van IJsland.

## Trivia
Dalvik is de naamgever van computersoftware die gebruikt wordt in het Google Android besturingssysteem voor mobiele apparaten: de Dalvik Virtual Machine. Ontwikkelaar Dan Bornstein noemde de software naar de plaats waar zijn voorouders vandaan kwamen.

## Geboren in Dalvik
- Heiðar Helguson - Voetballer
- Gunnlaugur Lárusson - Stichtend lid van de IJslandse band Brain Police.
- Eyþór Ingi Gunnlaugsson - Zanger